# I liga polska w futsalu (1999/2000)
I liga polska w futsalu 1999/2000 – szósta edycja najwyższych w hierarchii rozgrywek klubowych polskiej ligi futsalu. Tytuł Mistrza Polski wywalczył Clearex Chorzów.

## Tabela
Źródło:
| Lp.    | Drużyna                | M  | Z  | R | P  | Bramki | Bramki | Różn. | Pkt. | Uwagi           |
| ------ | ---------------------- | -- | -- | - | -- | ------ | ------ | ----- | ---- | --------------- |
| złoto  | Clearex Chorzów (b)    | 22 | 15 | 4 | 3  | 105    | 51     | +54   | 49   | złoto           |
| srebro | P.A. Nova Gliwice      | 22 | 14 | 4 | 4  | 108    | 65     | +43   | 46   |                 |
| brąz   | Cuprum Polkowice       | 22 | 14 | 2 | 6  | 95     | 60     | +35   | 44   |                 |
| 4      | Jango Gliwice (b)      | 22 | 12 | 1 | 9  | 90     | 79     | +11   | 37   |                 |
| 5      | Impel Głogów (b)       | 22 | 10 | 5 | 7  | 80     | 71     | +9    | 35   | Wyc. po sezonie |
| 6      | KP Warszawa            | 22 | 10 | 3 | 9  | 79     | 86     | -7    | 33   |                 |
| 7      | Cambras Legnica        | 22 | 9  | 2 | 11 | 84     | 83     | +1    | 29   |                 |
| 8      | Skała-Inter Tychy      | 22 | 9  | 2 | 11 | 91     | 101    | -10   | 29   |                 |
| 9      | Telsport Katowice      | 22 | 7  | 6 | 9  | 70     | 73     | -3    | 27   |                 |
| 10     | Mistreated Jaworzno    | 22 | 6  | 1 | 15 | 86     | 129    | -43   | 19   | Spadek          |
| 11     | Sedtex Gliwice         | 22 | 5  | 3 | 14 | 62     | 108    | -46   | 18   | Spadek          |
| 12     | Laguna Brzeg Dolny (b) | 22 | 3  | 3 | 16 | 79     | 123    | -44   | 12   | Spadek          |

- Żywiec Trade Warszawa przed sezonem zmienił nazwę na KP Warszawa.

## Najlepsi strzelcy
| Zawodnik           | Drużyna           | Bramki |
| ------------------ | ----------------- | ------ |
| Kuchciak Krzysztof | Clearex Chorzów   | 31     |
| Fortuna Jacek      | P.A. Nova Gliwice | 27     |
| Ciastko Tomasz     | Cuprum Polkowice  | 25     |
| Grądowski Radosław | P.A. Nova Gliwice | 21     |
| Korczyński Błażej  | Jango Gliwice     | 21     |

## Klasyfikacja medalowa mistrzostw Polski po sezonie
|   | Klub                 | złoto | srebro | brąz |
| - | -------------------- | ----- | ------ | ---- |
| 1 | P.A. Nova Gliwice    | 3     | 1      | 1    |
| 2 | Cuprum Polkowice     | 2     |        | 2    |
| 3 | Clearex Chorzów      | 1     |        |      |
| 4 | Jard Gliwice         |       | 1      |      |
| 4 | Rekord Bielsko-Biała |       | 1      |      |
| 4 | Opał Gniezno         |       | 1      |      |
| 4 | Mistreated Jaworzno  |       | 1      |      |
| 4 | Cambras Legnica      |       | 1      |      |
| 5 | SUW-TOR Łódź         |       |        | 1    |
| 5 | Cynk-Mal Legnica     |       |        | 1    |
| 5 | Goldenmajer Kraków   |       |        | 1    |

## Źródła
- futsalekstraklasa.pl